# Gregg Smith
Gregg Smith   (1970)Gregg Smith Ciutat del Cap (Sud-àfrica), 1970: es tracta d'un vídeo artista sud-africà, format a Europa i que parla sobre la relació entre l'individu i la societat a la seva obra.

## Biografia
Gregg Smith neix l'any 1970 a la ciutat de Ciutat del Cap (Sud-àfrica). Com que va criar-se a l'Àfrica, la seva obra mostra moltes referències a la seva vivència de l'apartheid.
Entre el 1988 i el 1991 va estudiar a la Michaelis School of fine arts de la Universitat de Cape Town. Entre el 2001 i 2002 va estudiar a l'acadèmica Rijksakademia van Beeldende Kunsten d'Amsterdam. Finalment entre el 2002 i 2004 va estudiar a l'escola francesa "Le Fresnoy studio national des arts Contemporanis de Tourcoing".

## Obra

### Exposició a l'Espai 13
Gregg Smith va presentar la seva exposició dins el cicle "Pigments i píxels", entre novembre de 2006 i gener de 2007. El cicle va ser comissariat per Pascale Pronnier i Marie-Thérèse Champesme, i va durar en conjunt entre octubre de 2006 i juliol de 2007. El cicle cercava posar en relació els artistes i les tècniques actuals amb diferents estils de la història de l'art, és a dir, crear una relació entre allò pictòric i el digital. A més es tractava de la segona ocasió en que l'escola Le Fresnoy col·laborava amb la Fundació Joan Miró.
Gregg Smith va realitzar dues obres per a la mostra. "Le touriste" i "Show we never meet again".
En els dos treballs observem una separació entre la societat i l'individu, mitjançant un món que evoca la comicitat i la fragilitat de la natura humana. Trobem a més referències a la llibertat individual i la repressió, com una referència a l'apartheid.
Le Touriste és una instal·lació amb forma d'un corredor llarg que el visitant ha de travessar. Aquest és de seda i té forma d'essa per tal d'evocar un sentiment de tendresa i sensualitat per tal de jugar amb els pensaments del visitant.
Show we never meet again ens mostra una reconstrucció de l'entorn on evolucionen els personatges mitjançant una paret amb el paper pintat. La pel·lícula ens mostra a un home a través de la ciutat, que es troba pensatiu arran d'una baralla familiar per la que ha sortit de casa. Per aquest motiu es veu obligat a buscar un lloc on dormir, i al no trobar-ne cap comença a sentir-se frustrat i a culpar el món de la seva desgràcia. En els moments on s'atura o reposa, se'ns mostra una crida des d'una altra dimensió. Es veu transportat per tant a un nou món on no sent els problemes de la ciutat, no hi ha límits i ningú és víctima d'acusacions. Finalment torna al carrer per a seguir la seva recerca.